# Mihály Deák-Bárdos
Mihály Deák-Bárdos (* 30. ledna 1975 Miškovec, Maďarsko) je bývalý maďarský zápasník klasik.

## Sportovní kariéra
Zápasení se věnoval od 11 let. Ještě jako junior kombinoval klasický a volný styl. S přechodem mezi seniory se specializoval na klasický styl. Připravoval se v klubu Vasas Budapešť. V roce 2000 startoval na olympijských hrách v Sydney a nepostoupil ze základní skupiny přes Alexandra Karelina. V roce 2004 startoval na olympijských hrách v Athénách a nepostoupil ze základní skupinu přes Íránce Sajáda Barziho. V roce 2008 postoupil na olympijských hrách v Pekingu do čtvrtfinále. Na olympijských hrách v Londýně postoupil do druhého kola. V roce 2016 se ještě ve čtyřiceti letech účastnil olympijské kvalifikace na olympijské hry v Riu.

## Výsledky
| Turnaj             | 1997            | 1998            | 1999            | 2000            | 2001            | 2002            | 2003            | 2004            | 2005            | 2006            | 2007            | 2008            | 2009            | 2010            | 2011            | 2012            | 2013            |
| Turnaj             | 22              | 23              | 24              | 25              | 26              | 27              | 28              | 29              | 30              | 31              | 32              | 33              | 34              | 35              | 36              | 37              | 38              |
| Turnaj             | supertěžká váha | supertěžká váha | supertěžká váha | supertěžká váha | supertěžká váha | supertěžká váha | supertěžká váha | supertěžká váha | supertěžká váha | supertěžká váha | supertěžká váha | supertěžká váha | supertěžká váha | supertěžká váha | supertěžká váha | supertěžká váha | supertěžká váha |
| ------------------ | --------------- | --------------- | --------------- | --------------- | --------------- | --------------- | --------------- | --------------- | --------------- | --------------- | --------------- | --------------- | --------------- | --------------- | --------------- | --------------- | --------------- |
| Olympijské hry     |                 |                 |                 | úč.             |                 |                 |                 | úč.             |                 |                 |                 | 7.              |                 |                 |                 | úč.             |                 |
| Mistrovství světa  | 2.              | úč.             | úč.             |                 | 2.              | 2.              | 2.              |                 | 2.              | 5.              | 5.              |                 | úč.             | úč              | 5.              |                 | 5.              |
| Mistrovství Evropy | úč.             | 4.              | úč.             | 3.              | 1.              | 2.              | 2.              | —               | 7.              | —               | —               | úč.             | 3.              | úč.             | 3.              | 5.              | —               |